# Regelungen für die Elektronische Bauabrechnung

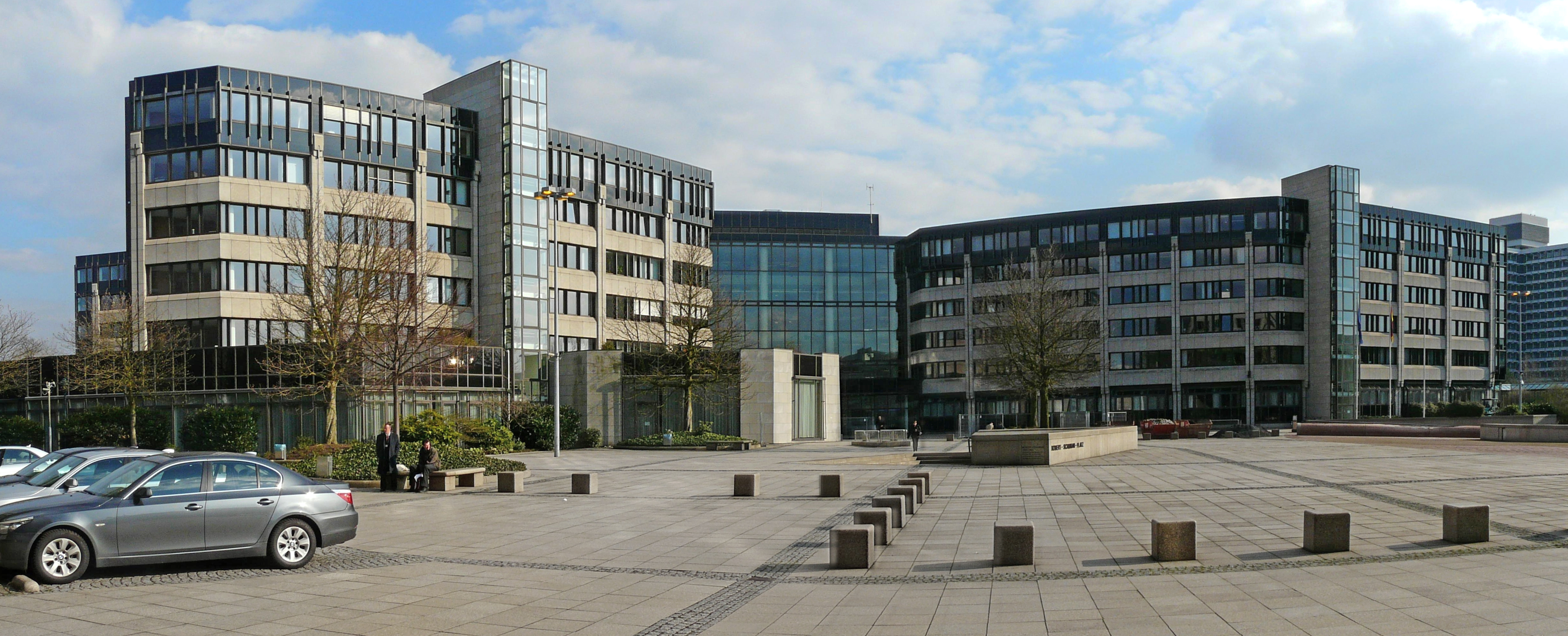
Bundesministerium für Verkehr und digitale Infrastruktur (BMVI) – Ansicht vom Robert Schumann Platz

Die Regelungen für die Elektronische Bauabrechnung (REB) beschreiben die Berechnungsmethoden und Methoden zum Austausch von Daten zur Mengenermittlung.
Es werden hierüber Mengengrundlagen als zahlungsbegründende mathematisch richtige (Zahlungsbegründung von Rechnungen) Festlegungen ermittelt. Bezugsquelle ist die Homepage der BAST (Bundesanstalt für Straßenwesen).
Der Herausgeber für die bekannte REB 23.003 ist das Bundesministerium für Verkehr und digitale Infrastruktur (BMVI). Bis 2013 war es das Bundesministerium für Verkehr, Bau und Stadtentwicklung (BMVBS).
Es gibt GAEB-Verfahrensbeschreibungen Gemeinsamer Ausschuss Elektronik im Bauwesen, die dem Bundesamt für Bauwesen und Raumordnung (BBR) zugeordnet sind.
Folgende GAEB / REB – Verfahrensbeschreibungen sind vorhanden:
| Verfahrensbeschreibung | Bemerkung |
| ---------------------- | --- |
| REB-Allg.              | Allgemeine Bedingungen für die Anwendung der REB-Verfahrensbeschreibungen |
| REB-VB 20              | REB-Verfahrensbeschreibungen, Abschnitt 20: Messwerteaufbereitungen 20.003 Querprofilbestimmung durch Interpolation 20.073 Bestimmung von Begrenzungslinien in Querprofilen 20.103 Auswertung von Nivellements 20.203 Auswertung von Tachymeteraufnahmen 20.214 Auswertung von elektrooptischen Tachymeteraufnahmen 20.303 Terrestrische Querprofilaufnahme 20.314 Auswertung elektrooptischer Querprofilaufnahmen |
| GAEB-VB 20.404         | 20.404 Automatische Dreiecksvermaschung |
| REB-VB 21              | REB-Verfahrensbeschreibungen, Abschnitt 21. Erdmassenberechnungen aus Querprofilen 21.003 Massenberechnung aus Querprofilen (Elling) 21.013 Massenberechnung zwischen Begrenzungslinien 21.033 Oberflächenberechnung aus Querprofilen |
| REB-VB 22              | REB-Verfahrensbeschreibungen, Abschnitt 22: Besondere Erdmassenberechnungen 22.013 Massen und Oberflächen aus Prismen |
| GAEB-VB 22.114         | 22.114 Ermittlung von Rauminhalten und Flächeninhalten aus Horizonten |
| REB-VB 23              | REB-Verfahrensbeschreibung, Abschnitt 23: Allgemeine Abrechnungsverfahren 23.003 Allgemeine Mengenberechnung |
| GAEB-VB 23.004         | 23.004 Allgemeine Mengenberechnung (Nicht freigegeben!) |
| REB-VB 25              | REB-Verfahrensbeschreibung, Abschnitt 25: Besondere Abrechnungsverfahren im Ingenieurbau 25.003 Gewichtsberechnung von Bewehrungsstahl |
| REB-VB 27              | REB-Verfahrensbeschreibung, Abschnitt 27: Besondere Abrechnungsverfahren im Kanalbau 27.003 Massen und Böschungsflächen von Grabenaushub |
| REB-VB 29              | REB-Verfahrensbeschreibung, Abschnitt 29: Besondere Abrechnungsverfahren in Ausbau- und Gebäudetechnik 29.004 Berechnung von Kanaloberflächen lüftungstechnischer Anlagen |

## REB-VB 23.003
Die REB-Verfahrensbeschreibung 23.003 ist auch unter dem Begriff „Allgemeine Bauabrechnung“ seit 1979 auf dem Markt eingeführt und bekannt. Neben der Beschreibung für den Aufbau der Austauschdatei DA11 sind die Abrechnungsverfahren und Berechnungsmethoden beschrieben.
Die Formelsammlung der REB-VB 23.003 besteht aus 25 bzw. 26 (Ausgabe 2009) verschiedenen Formeln. Die bekannteste der REB-VB 23.003-Formel ist die „Formel 91“ – auch als „Freie Formel“ bekannt. Mit ihr kann ein mathematischer Ansatz wie z. B.
"4 * (3,45 + 2,34 + 4,12) * 2,45 * 0,365="
abgestellt werden. Die Formel 91 kann sich maximal über 6 bzw. 20 Zeilen (mit je 38 Zeichen) erstrecken. Nach den Werten ist ein Gleichheitszeichen notwendig.

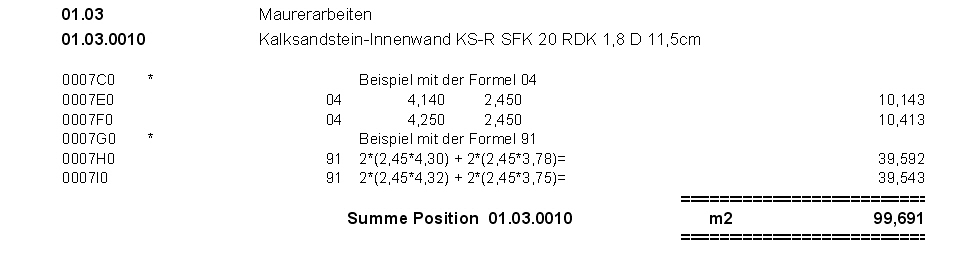
Ein Beispiel aus der REB-VB 23.003 für die Anwendung der Formeln 04 und 91 (Quelle: MWM-Libero)

Eine weitere bekannte Formel ist die Formel 04 (oder 4) für ein Rechteck bzw. einen Quader. Die Formel 04 ist auch ein Beispiel für die Formeln, mit denen Flächen und Rauminhalte berechnet werden können. Je nach Anzahl der Eingabewerte wird eine Fläche (Formel 04 mit 2 Werten) oder ein Rauminhalt (Formel 04 mit 3 Werten) berechnet.
Weiterentwicklung: Im Sommer 2009 wurde die REB 23.003 Ausgabe 2009 vorgestellt. Hierbei sind Anforderungen vom Markt in die bestehende REB 23.003 fortgeschrieben worden (Harmonisierung). Die VB trägt den Namen „Allgemeine Mengenberechnung“ REB-VB 23.003 Ausgabe 2009. Die Ordnungszahl sind an die Vorgabe von GAEB 90 angepasst worden.
Im Oktober 2013 wurde GAEB DA XML 3.2 freigegeben. In dieser GAEB-Verordnung ist die X31 enthalten. Damit können Mengenermittlungen der REB 23.003 ausgetauscht werden. Die Vorteile u. a.: Es sind lange Ordnungszahlen erlaubt (nicht nur 9 Stelle, sondern bis zu 14 Stellen) und die Austauschdatei ist eine moderne XML-Datei. Zusätzlich können Kataloginformationen zu den Mengenansätzen ausgetauscht werden.
X31: Mit GAEB DA XML wurde die Austauschdatei X31 (Mengenermittlung) freigegeben. Es liegen die Versionen GAEB DA XML 3.2 und GAEB DA XML 3.3 vor. Die X31-Datei hat gegenüber der DA11-Datei einige Vorteile:  Es können Ordnungszahlen bis maximal 14 Stellen ausgetauscht werden können. Die DA11-Datei unterstützt nur maximal 9 Stellen. Der BVBS (Bundesverband Bausoftware e.V.) hat einige interessante Ergänzungen für die X31-Datei veröffentlicht, wie z. B. die langen Erläuterungen.
Da die X31 mit den GAEB-Methoden aus GAEB DA XML 3.3 die Verbindung von Datensätzen zu Bauteilen in BIM-Modelle herstellen kann, gehört der X31 die Zukunft im Bereich REB-Datenaustausch.